# Órfãos Duplessis

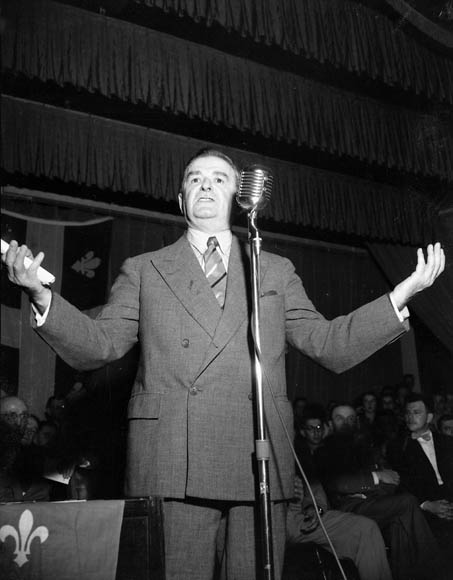
O primeiro-ministro de Quebec, Maurice Duplessis, falando durante a campanha eleitoral provincial de 1952.

Órfãos Duplessis (francês: les Orphelins de Duplessis; ingles:Duplessis Orphans) foi como ficou conhecido o caso de crianças órfãs canadenses, vítimas de um esquema em que cerca de 20.000 crianças órfãs [1] foram falsamente rotuladas como doentes mentais pelo governo da província de Quebec, no Canadá, e confinados em instituições psiquiátricas.

## Cronologia dos Fatos
Começando na década de 1940 e continuando em 1960, Maurice Duplessis, primeiro ministro de Quebec, no Canadá,  em cooperação com a Igreja Católica Romana, desenvolveu um esquema para obter financiamento federal para crianças que haviam sido forçosamente retiradas de suas mães por serem filhos de mulheres solteiras. As crianças eram então confinadas em hospitais Católicos e registradas como "órfãos". E rotuladas como deficientes mentais em tais hospitais.
Muitas destas crianças foram submetidas a uma variedade de experimentos médicos sem consentimento. Hospitais psiquiátricos católicos realizaram tais experimentos que incluíam choques elétricos, injeções de drogas como a clorpromazina e LSD, esterilização química, e lobotomias.
Muitos dos experimentos faziam parte do programa de pesquisa de controle da mente humana criado pela CIA, o Projeto MKULTRA. O experimentos nas crianças órfãs eram realizados no Allan Memorial Hospital, em Montreal, ligado a Universidade McGill.
Muitas crianças morreram durante os experimentos. Um dos sobreviventes, Sylvio Albert Day, que ficou órfão ao nascer e foi criado nos hospitais, quando adolescente foi enviado para trabalhar no Hospital St. Jean de Dieu, um dos hospitais da rede da Igreja Católica e onde eram feitos experimentos nas crianças. Em seu depoimento anos depois ele esclareceu que seu trabalho era o de transportar os corpos das vítimas de experimentação mortas. Décadas mais tarde, ele testemunhou sobre a vida surreal nos hospitais psiquiátricos católicos. Ele descreveu um período de três meses, quando ele transportou os corpos de 67 mortos órfãos-meninos e meninas, homens e mulheres jovens, algumas com apenas cinco anos de idade , retiradas diretamente de salas de cirurgia e de eletrochoque, e levadas diretamente para o porão do hospital, onde ele lavava os corpos em preparação para a venda para a Universidade de Montreal e para a Universidade McGill. onde partes do corpo foram removidas. http://keepkelb.files.wordpress.com/2011/03/ami011_canada1-l1.pdf

## Ação Judicial
Na década de 1990, cerca de 3 000 sobreviventes iniciaram uma campanha buscando trazer ao publico os fatos ocorridos, quando alguns dos órfãos pesquisaram arquivos e encontraram cópias de seus registros médicos que tinham sido falsificados.
A princípio, o governo de Quebec se recusou a reconhecer os fatos mas depois que eles começaram a ganhar publicidade através de protestos organizados pelos sobreviventes, em março de 1999, o governo de Quebec fez uma oferta de aproximadamente mil dólares de compensação total para cada uma das vítimas. A oferta foi rejeitada e que o governo foi duramente criticado pelo público. No entanto, o governo ainda se recusou a realizar um inquérito. Em 2001, os reclamantes receberam um aumento da oferta do governo de Quebec para um pagamento fixo de 10 000 por pessoa, mais um adicional de 1 000 para cada ano de detenção ilícita em instituição mental.
A oferta ascendeu a cerca de 15 000 dólares por órfão mas se limitou apenas aos 1 100 órfãos que o governo tinha rotulados como deficientes mentais. Não houve qualquer compensação para as vítimas de abuso sexual ou de outros abusos.
O Governo Quebec se recusou a julgar os casos envolvendo atividades criminosas e os sobreviventes continuam campanhas pela exumação dos corpos das crianças mortas durante os experimentos.

## Livros
- "Les enfants de Duplessis" (Duplessis Children) 1991, por Pauline Gill [fr]
- "Les fous crient au secours [fr]" (The mad cry for help) 1961, by Jean-Charles Pagé
- "Naître rien: Des orphelins de Duplessis, de la crèche à l'asile." 2002 por Rose Dufour e Brigitte Garneau ISBN 978-2-89544-027-7
- "Les enfants de la grande noirceur" 2008 por Rod Vienneau
- "Plaidoyer d'un ex-orphelin réprouvé de Duplessis" 2000 por Jacques Baugé-Prévost [fr]
- "Les heures sauvage" 2001 por Bruno Roy [fr]

## Ligações Externas
- The Duplessis Orphans Canadian Broadcast - Arquivos Digitais
- «Hora do Povo, 05.12.2003: "MKULTRA: CIA Mutila e Assassina Milhares atrás do 'Controle da Mente'"»
- «Torture and Democracy Darius Rejali»
- The Sleep Room - Documentário ((em inglês)) sobre experimentos sem consentimento feitos em Hospital em Montreal, Canada - Disponível na internet.
- «Coleção de documentos desclassificados do Projeto MKULTRA (I)» (em inglês)
- «Coleção de documentos desclassificados do Projeto MKULTRA (II)» (em inglês)
- «PDF Documentos oficiais liberados sobre as atividades do MKULTRA» (em inglês)
- «Entrevista com Alfred McCoy, ((em inglês)) pesquisador americano sobre atividades da CIA em desenvolver metodos de tortura e controle da mente»
- «CIA Science and Technology Directorate Chief Carl Duckett "thinks the Director would be ill-advised to say he is acquainted with this program" (Sidney Gottlieb's drug experiments)-((em inglês))» (PDF), National Security Archive